# Алдея-Нова-ду-Кабу
Алдея-Нова-ду-Кабу (порт. Aldeia Nova do Cabo)  —  район (фрегезия) в Португалии,  входит в округ Каштелу-Бранку. Является составной частью муниципалитета  Фундан. По старому административному делению входил в провинцию Бейра-Байша. Входит в экономико-статистический  субрегион Кова-да-Бейра, который входит в Центральный регион. Население составляет 683 человека на 2001 год. Занимает площадь 9,69 км².
Покровителем района считается Дева Мария (порт. Nossa Senhora de Ao-Pe-da-Cruz). 